# Infante Dom João
La Infante Dom João era un corvetta a propulsione mista da 13 cannoni della Reale Marina portoghese, costruita in Portogallo nella prima metà degli anni sessanta del XIX secolo, e rimasta in servizio dal 1863 al 1878.

## Storia
La corvetta Infante Dom João, con scafo in legno, fu costruita presso l'Arsenale di Lisbona dal costruttore navale Rodrigo de Sousa Coutinho Teixeira de Andrade Barbosa Conte di Linhares, sul modello della corvetta Duque de Palmela con cui costituiva una classe. Queste due unità furono costruite nell'ambito del programma navale stabilito dal Ministro della marina José da Silva Mendes Leal. L'unità fu varata nel luglio 1863. La corvetta misurava 50 metri di lunghezza, dislocava 952 tonnellate, aveva un armamento su 12 cannoni Paixans da 32 lb e uno Brackeley da 56 lb, e un equipaggio di 164 uomini. Risultò una corvetta di solida costruzione, sufficientemente stabile, che obbediva bene al timone e virava bene. Nel gennaio 1864 salpò per l'Inghilterra dove dal 3 febbraio ricevette la macchina per la propulsione a vapore, accoppiata ad un albero, erogante la potenza di 150 ihp, risalendo successivamente il fiume Tago nel settembre 1864. La sua velocità massima non superava i 7 nodi.
Nel novembre del 1864, salpò per una crociera lungo la costa del Portogallo inquadrata nella Divisione di Addestramento Navale.  Nel gennaio del 1865, salpò per raggiungere la Divisione Navale dell'Angola, fermandosi a Rio de Janeiro e Rio da Prata, come parte di una forza navale costituita da tre corvette.  Nel 1865, salpò con a bordo prigionieri e reclute per l'isola di São Tomé e con la posta per Cabinda, dove avrebbe dovuto sequestrare la pilotina Vencedor; navigò a sud di Luanda con la missione di verificare una segnalazione di tratta degli schiavi e poi andò verso nord con le truppe con la missione di proteggere il ritiro delle basi commerciali da Ambrizete al distretto di Ambriz.  Nel 1866 prese il mare con la missione di ispezionare le acque del Benguela; navigò verso sud con dei passeggeri, indagò sulle attività di Francisco Franque, navigò lungo la costa settentrionale con la missione di proteggere le basi commerciali, tornando in Portogallo dopo una  sosta in Brasile.  Nel 1867 trasportò illustri  passeggeri alla Stazione Navale del Mozambico e difese Lourenço Marques.  Nel 1869, salpò per Quelimane, trainando a rimorchio lo yacht francese Pioner carico di truppe; ritornò in Mozambico e da lì andò nuovamente a Lisbona.  Nel 1871 salpò per raggiungere a Stazione Navale dell'India.  Nel 1873 caricò rifornimenti a Bombay.  Nel 1874, salpò da Aguada per Lisbona, portando a bordo la bara con i resti del defunto Simão Infante de Lacerda de Sousa Tavares II barone di Sabroso, già governatore dell'India portoghese.  Nel maggio 1877 l'unità fu fu dichiarata inutilizzabile, e nel febbraio 1878 fu venduta per la demolizione.